# Мясники (Исилькульский район)
Мясники — деревня в Исилькульском районе Омской области. Входит в состав Украинского сельского поселения.

## История
Основана в 1914 г. В 1928 г. хутор Мясниковский состоял из 11 хозяйств, основное население — украинцы. Центр Сухачевского сельсовета Исилькульского района Омского округа Сибирского края.

## Население
| 1926 | 2002 | 2010 |
| ---- | ---- | ---- |
| 53   | ↗340 | ↘289 |